# Cornelis van Baarsel

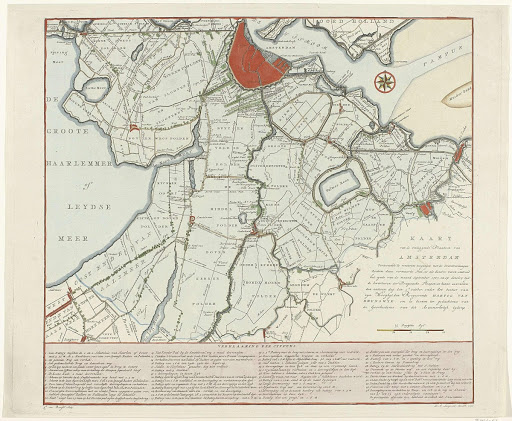
Situatiekaart van de Pruisische troepen rondom Amsterdam in 1787

Cornelis van Baarsel (Cornelis van Baarsel jr.) (Utrecht, 15 november 1761 – Amsterdam, 17 augustus 1826) was een Nederlandse graveur die vanaf 1789 werkzaam was in Amsterdam.

## Levensloop
Van Baarsel werd geboren op 15 november 1761 in Utrecht. Zijn vader was Cornelis van Baarsel sr., een kruidenier uit Utrecht. Op jonge leeftijd verhuisde Van Baarsel met zijn gezin naar Amsterdam, waar zijn vader een kruidenierswinkel opende. Daar werd de jonge Cornelis ook opgeleid tot kruidenier, maar voelde zich niet op zijn plek en kon zijn creativiteit niet kwijt. Om zijn ware roeping te vinden, heeft Van Baarsel een aantal verschillende baantjes gehad. Zo heeft hij gewerkt in een lakenwinkel en bij een drogist. Omdat hij echter altijd aan het tekenen was en niet zijn aandacht bij de winkel hield, werd Van Baarsel door zijn beide werkgevers ontslagen. Vervolgens heeft hij een aantal jaren op zee vertoeft voordat hij zich helemaal op het tekenen storten.
Na Van Baarsels tijd op zee keer hij terug naar Amsterdam en trouwde hij met zijn jeugdliefde Dorothea Veelwaard. Zij kregen in 1791 een zoon, Willem Cornelis van Baarsel. Zijn vrouw Dorothea was familie van de bekende graveur Daniël Veelwaard. Haar familie herkende zijn talent en spoorde hem aan zich te laten omscholen tot graveur. Vervolgens ging hij in 1789 als zelfstandig graveur aan het werk en specialiseerde hij zich voornamelijk in het graveren van landkaarten. Zijn atelier bevond zich vermoedelijk op de Haarlemmerdijk.
Onder het bewind van Koning Lodewijk werd Van Baarsel aangesteld als eerste graveur bij het depot-generaal van de oorlog in Amsterdam en vervolgens ’s-Gravenhage. Na het vertrek van Koning Lodewijk omstreeks 1810 vertrok Van Baarsel naar Parijs om daar als graveur in dienst te treden bij het oorlog depot. In 1815 keerde hij terug naar Amsterdam om als graveur voor particulieren te werken.
Van Baarsel leidde zijn zoon Willem Cornelis van Baarsel op tot graveur en vanaf 1817 werd het werk uit het atelier van Van Baarsel voorzien van de signatuur ‘C. van Baarsel & Zoon.’ Na het overlijden van zijn vader in 1826 zette Willem Cornelis zijn atelier voort onder de naam W. C. Van Baarsel. Naast zijn zoon werkte Van Baarsel ook regelmatig samen met Cornelis Covens en zonen, en P. N. Tuyn.